# Edificios del antiguo Gobierno Militar
Los Edificios del antiguo Gobierno Militar son un conjunto de edificios de estilo clasicista de la ciudad española de Melilla. Están situados en Melilla la Vieja, en la Plaza de los Aljibes, y forman parte del Conjunto Histórico Artístico de la Ciudad de Melilla, un Bien de Interés Cultural.

## Historia

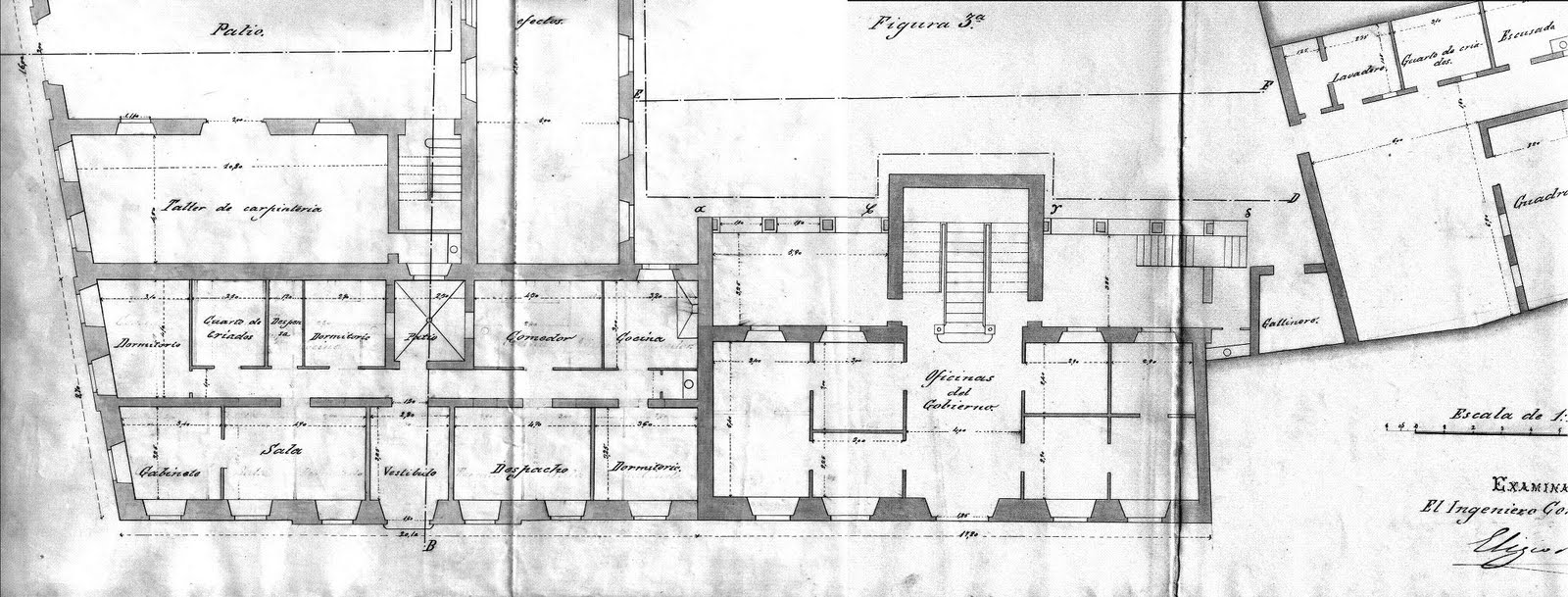
Planta baja
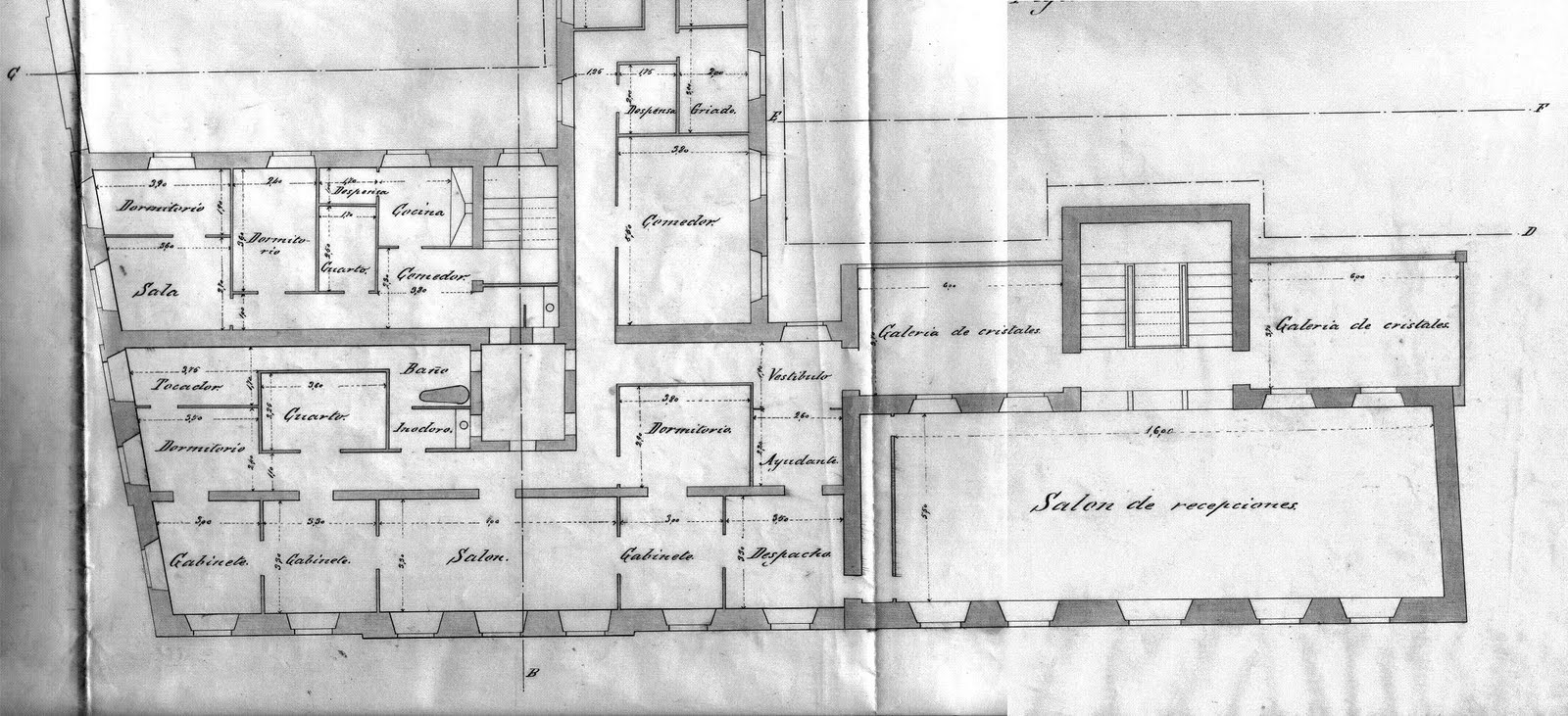
PlantaAlta
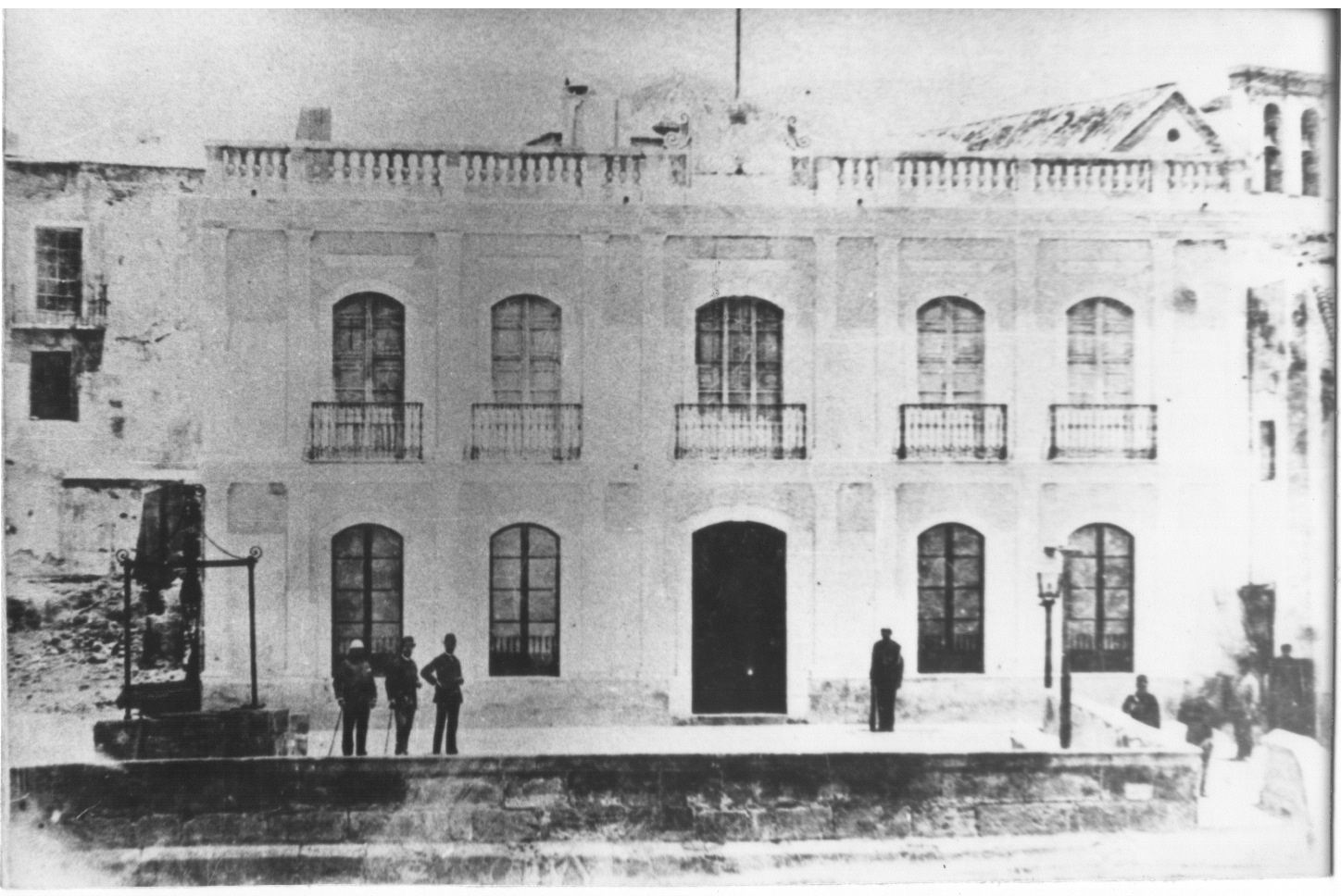
1887

El primer edificio del conjunto, el del lado derecho, fue construido para Gobierno Militar en 1882, contando con oficinas en la planta baja y salas de recibimiento en la alta. El segundo edificio, hacia la izquierda, es la Casa del Gobierno, construido en 1890 por falta de espacio en el primer edificio, para residencia del Jefe del Gobierno Militar y el tercer edificio, detrás de este último, un antiguo Cuartel de Artillería.

## Descripción
Consta de planta baja y planta principal, está construido con paredes de mampostería de piedra local y ladrillo macizo, con vigas de hierro y bovedillas del mismo ladrillo. Sus cuidadas fachadas están compuestas en el Gobierno Militar en la planta baja de ventanas, y en el centro una puerta, con arcos de carpanel continuando con ventanas similares en la principal con balcones, uno de ellos convertido en mirador en mirador, en el extremo derecho y una balconada en el eje central, que es rematado por un escudo de España, mientras los petos de la azotea estas compuestos por balaustradas. En la Casa de Gobierno, las ventanas de ambas plantas son adinteladas, la puerta de entrada es en arco de medio punto y sobre ella, en el eje central, se encuentra una balconada corrida flanqueada de balcones.